# Cosmas Damian Asam

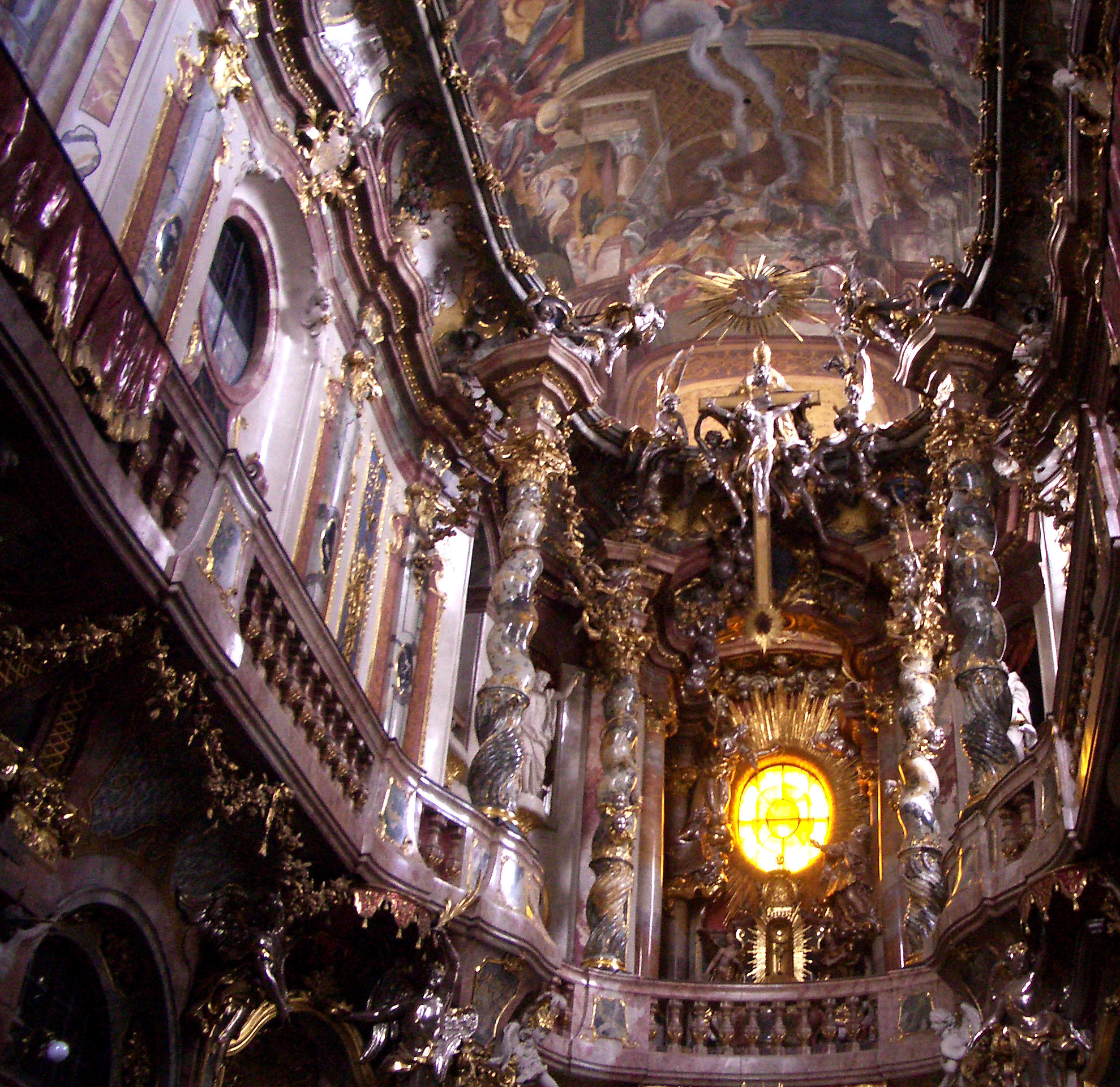
Interior da Asamkirche em Munique.

Cosmas Damian Asam (Benediktbeuern, 28 de setembro de 1686 - Munique, 10 de maio de 1739 (52 anos)) foi pintor e arquitecto alemão do final do período Barroco.
Estudou em 1711 Roma na Accademia di San Luca com Carlo Maratta.
Trabalhou com o seu irmão, Egid Quirin os seus projectos conjuntos são normalmente atribuídos aos Irmãos Asam. Estes incluem a Igreja Asam (Asamkirche) em Munique e a Catedral de São Jacob em Innsbruck.
Os irmãos Asam trabalharam na Baviera, Baden-Würrtemberg e Áustria.
O asteróide 43751 Asam, recebeu a sua denominação em homenagem ao irmãos Asam.

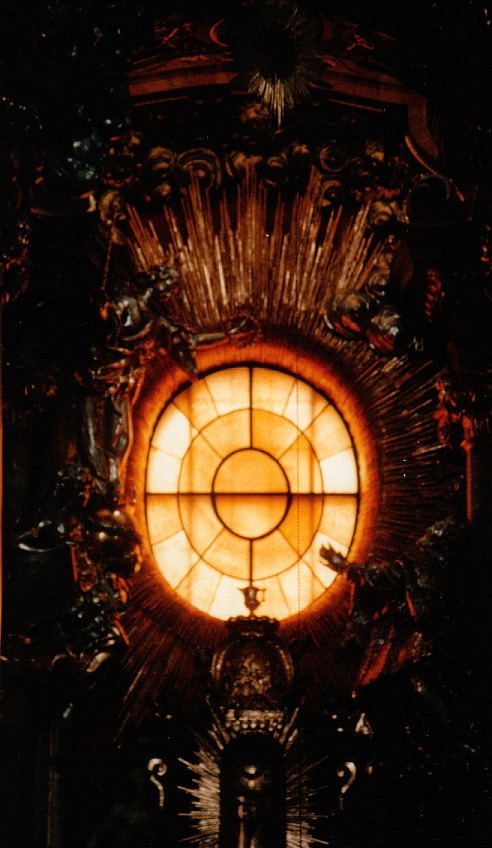
Janela sobre o altar na Asamkirche
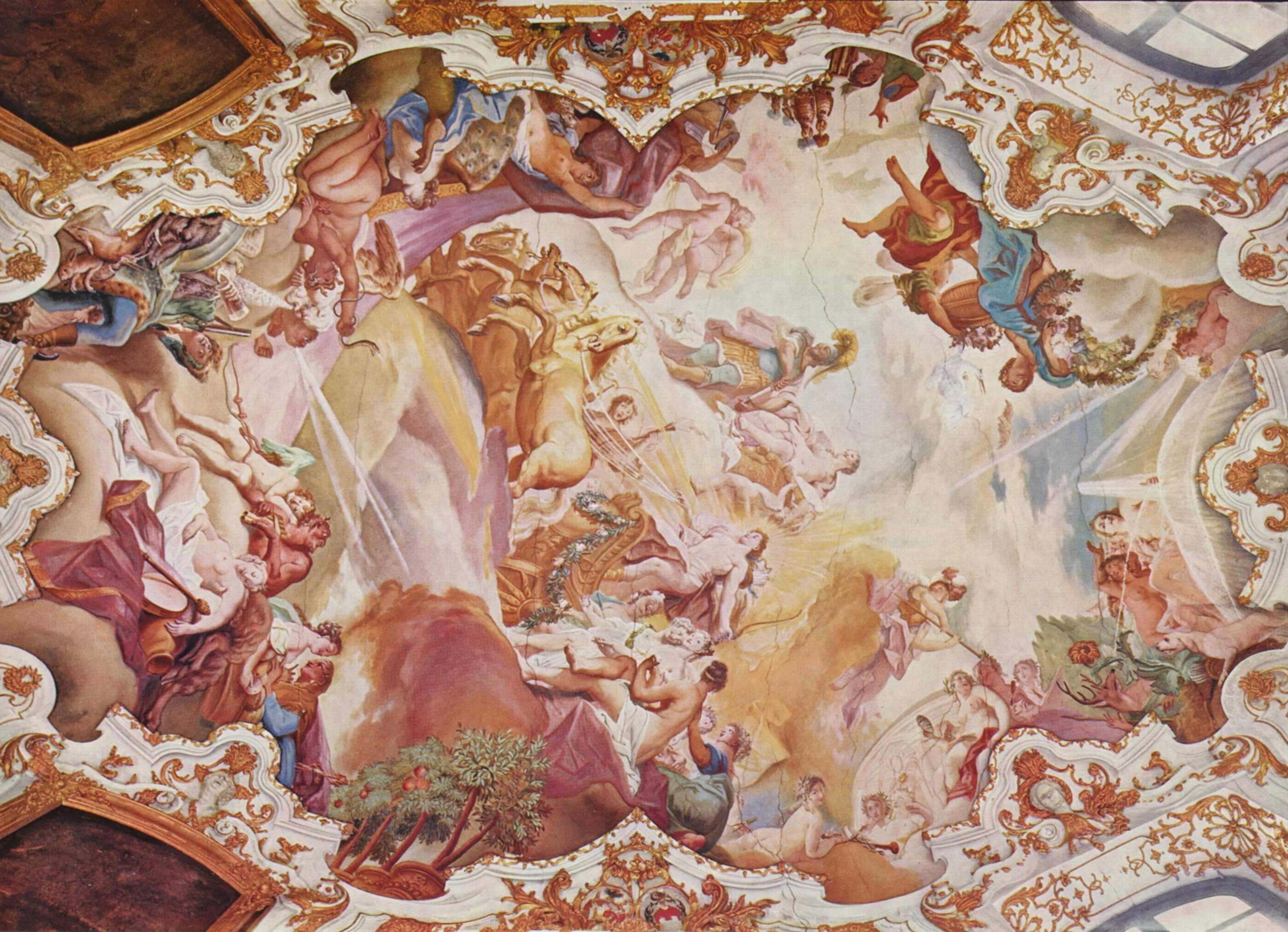
Triunfo de Apolo no tecto do Schloss (palácio) em Alteglofsheim perto de Ratisbona (1730)
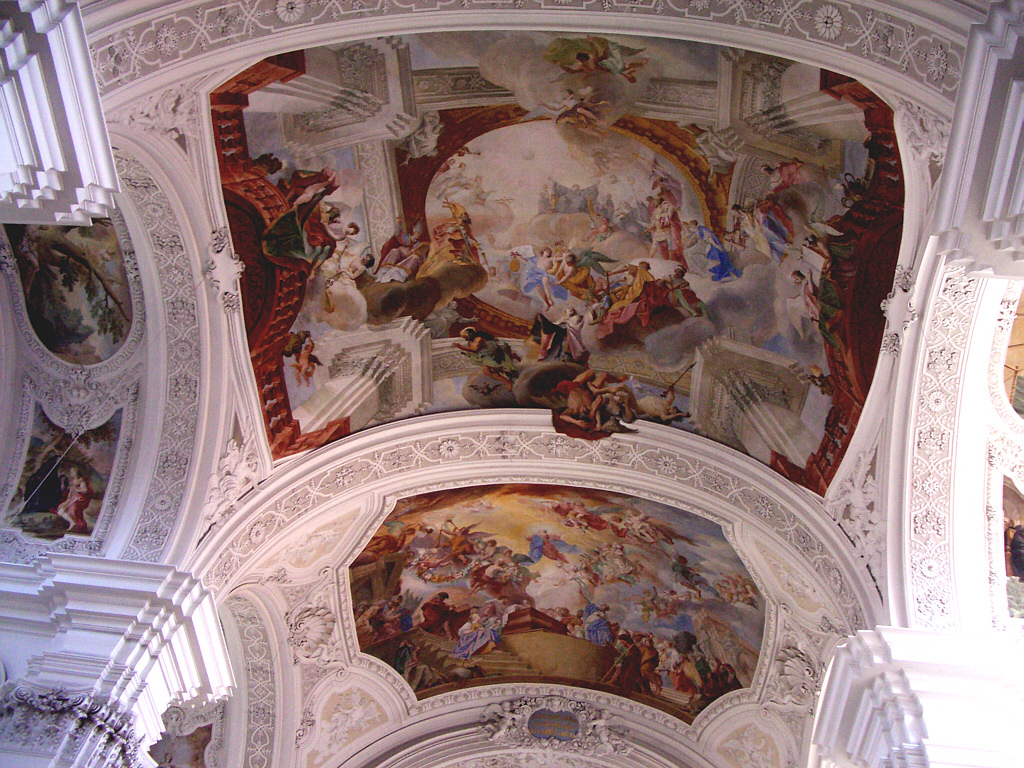
Pintura no tecto mostrando o Triunfo de Benito de Nursia na Abadia de Weingarten